# Rhyacophila lata
Rhyacophila lata är en nattsländeart som beskrevs av Martynov 1918. Rhyacophila lata ingår i släktet Rhyacophila och familjen rovnattsländor. Inga underarter finns listade i Catalogue of Life.